# Рейд Кілії (1602)
Рейд Кілії — військова операція козацького флоту на чолі з Петром Конашевичем-Сагайдачним проти Османської імперії.

## Хід подій
Навесні 1602 року на тридцятьох чайках і кількох захоплених раніше галерах, козаки атакували Кілію ти вступили в бій з османським флотом, розгромивши його.